# The best days of my life
The best days of my life is een album van BZN dat uitkwam op cd en muziekcassette. Dit was tevens de laatste keer dat een BZN-cd ook op MC (= muziekcassette) uitkwam. Het werd uitgebracht in 1999 en stond datzelfde jaar en in 2000 22 weken in de Album Top 100. De hoogste notering die werd bereikt was de elfde positie. Dit album werd beloond met goud, iets dat tot dan toe ongebruikelijk was bij BZN. Alle reguliere albums van BZN waren tot dan toe allemaal minimaal (Bells of Christmas uitgezonderd) goud en platina geworden. Met deze cd werd geprobeerd een jonger publiek te bereiken. Het tempo van sommige nummers lag daarom ook opvallend hoger (bijvoorbeeld bij Baby Voulez-Vous).
De enigszins slechte noteringen in de albumchats zijn waarschijnlijk het gevolg van de twee geflopte singles die van dit album werden afgehaald. Te weten: Baby Voulez-Vous en Isles of Atlantis. Dit zijn op zichzelf geen slechtere nummers vergeleken bij andere singles van BZN die wel hits werden. Het probleem lag destijds bij het feit dat deze singles niet konden worden gepromoot. Zanger Jan Keizer was op het nippertje ontsnapt aan een hartaanval en moest lang revalideren.
De special, als promotie van dit album, werd op voorhand opgenomen in Ierland. Ook werden hier enkele songs van dit album van een videoclip voorzien. Keizer was bij de opnames opvallend snel moe, waardoor hij bij thuiskomst op aanraden van BZN bassist Jan Tuijp naar de huisarts ging.

## Tracklist
1. Isles of Atlantis [Veerman/Keizer/Tuijp]
2. Baby Voulez-Vous? [Veerman/Keizer/Tuijp]
3. The best days of my life [Plat/Veerman/Keizer/Tuijp]
4. Heat me up [Plat/Veerman/Keizer/Tuijp]
5. Please don't go away [Veerman/Keizer/Tuijp]
6. Quisiera bailar [Veerman/Keizer/Tuijp]
7. You're the one - you're the only [Veerman/Keizer/Tuijp]
8. Lay your head upon my shoulder [Veerman/Keizer/Tuijp]
9. Walk out [Veerman/Keizer/Tuijp]
10. I need some lovin'! [Veerman/Keizer/Tuijp]
11. Ma chérie [Veerman/Keizer/Tuijp]
12. I'll go out into the world [Veerman/Keizer/Tuijp]